# Intérpretes do Brasil
Os intérpretes do Brasil são aqueles autores que buscaram compreender o país a partir de diversas áreas do conhecimento, tais como a história, literatura, geografia, economia, sociologia, ciência política, antropologia e filosofia. Esses autores possuem diferentes perspectivas ideológicas, como conservadoras, liberais ou marxistas, o que confere diversidade às narrativas e ensaios sobre o Brasil. Contudo, há uma questão central que permeia todas as narrativas, que é a busca pela identidade brasileira. Em outras palavras: o que é o Brasil, ou o que é ser brasileiro?
O historiador Fernando Novais afirma que a busca pela resposta à pergunta: o que é ser brasileiro? é típica desse país. Também é tipicamente brasileira a mistura de sociologia com história. Os intérpretes do Brasil repassam a história do país, buscam nossas raízes, para conhecer quem são hoje os brasileiros.
Os intérpretes do Brasil formularam interpretações do Brasil entre 1914 e 1975, e buscam compreender a formação da sociedade brasileira desde a época colonial.